# Инкрустация
Инкрустация е вид декоративно приложно изкуство за украсяване на изделия от дърво, камък, кост и др., при което в тях се врязват елементи за украса от друг материал (злато, сребро, седеф и др.)
Когато инкрустацията е от дърво върху мебели, направени също от дърво (слоеста мозайка с парчета дървен фурнир подобно на интарзията), се среща френското маркетри (на френски: marqueterie. Често това се прави с цел украса на мебел, направена от по-груб и евтин материал, с резбовани парчета от друг, по-представителен вид.
- Дървени мебели с инкрустации